# Shed a Light
Shed a Light è un singolo dei DJ Robin Schulz e David Guetta, pubblicato il 25 novembre 2016 come primo estratto dal terzo album in studio di Robin Schulz Uncovered.
Il singolo ha visto la partecipazione alla parte vocale del gruppo musicale statunitense Cheat Codes.

## Successo commerciale
Il singolo ha ottenuto successo in tutto il mondo arrivando ai primi posti in Europa e al quinto in Germania.

## Video musicale
Il video musicale è stato girato a New York dove si vedono i protagonisti del video andare in giro per la città e divertirsi, esibirsi in concerto e girare in elicottero sopra la città.